# اوپانیشاد شوتاشوتره

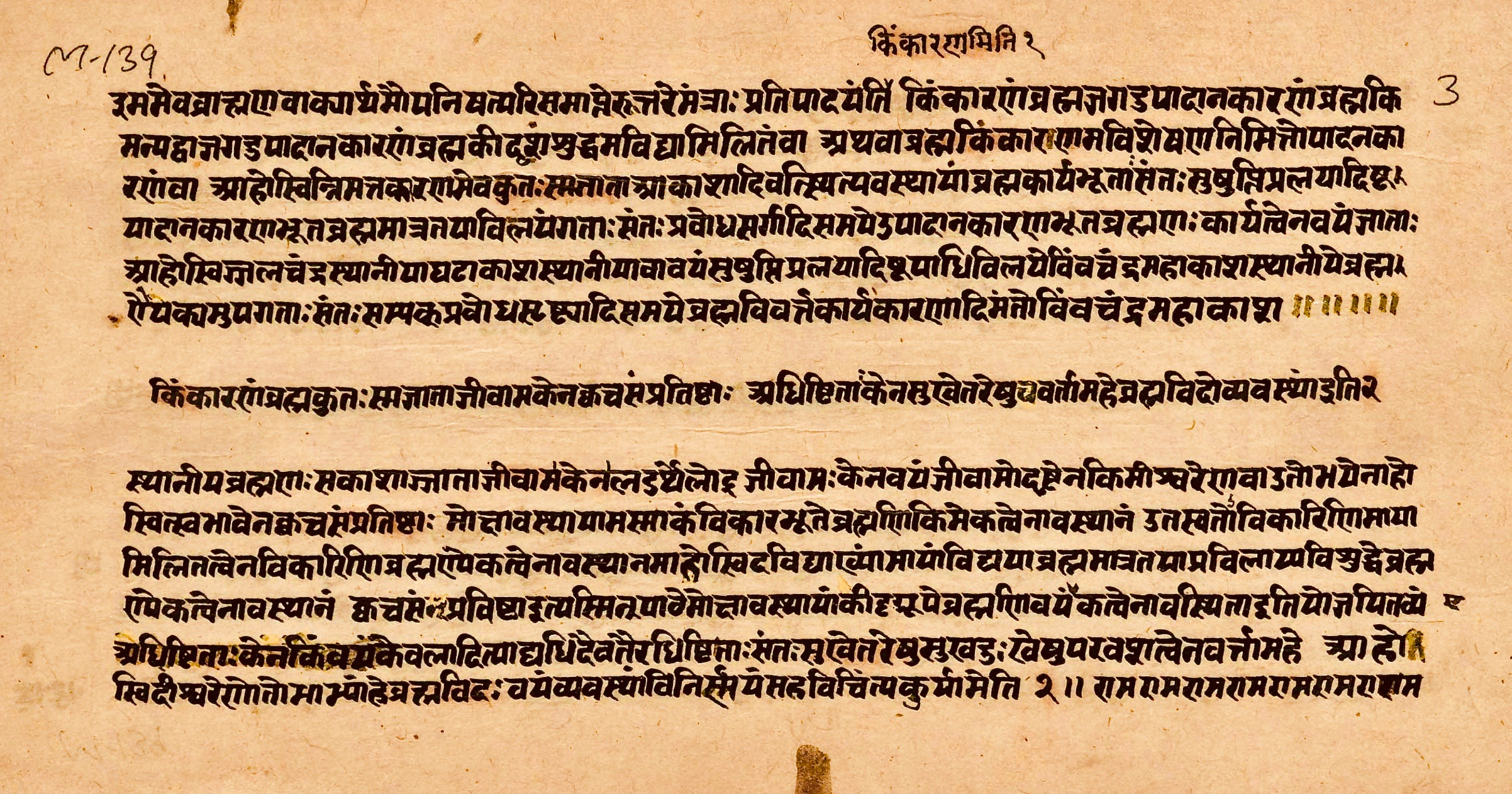
بند نخست از اوپانیشاد شوتاشوتره

اوپانیشاد شِوِتاشِوِتره (سانسکریت: श्वेताश्वतर उपनिषद्، آوانگاری: Śvētāśvatara Upaniṣad) متن سانسکریت کهنی است که بخشی از یاجورودا محسوب می‌شود. شوتاشوتره در فهرست ۱۰۸ اوپانیشاد موکتیکا در شماره ۱۴ آمده‌است. این اوپانیشاد شش فصل و ۱۱۳ مانترا یا بند دارد.
این اوپانیشاد یکی از ۳۳ اوپانیشاد مکتب تیتریه است و با سنت شوتاشوتره در شاکهای کاراکاس یاجورودا مرتبط است. این اوپانیشاد بخشی از یاجورودای «سیاه» است که سیاه در این بافتار به معنی «نامنظم و بی‌ساختار» است و در مقابل یاجورودای «سفید» (منظم) می‌شود؛ که شامل اوپانیشاد بریهدآرنیکه و اوپانیشاد ایشا است.
در پایان اوپانیشاد شوتاشوتره
نام شوتاشوتارای خردمند آمده‌است که نگارندهٔ آن محسوب می‌شود.